# Llorenç Maria Duran Coli
Llorenç Maria Duran Coli   (Inca, 1903 - Palma, 1986) fou un mestre, psicòleg i escriptor mallorquí.
Fill de Miquel Duran Saurina, estudià a l'Escola Normal de Palma i, a partir de 1925, exercí de mestre estatal. Introduí en la seva activitat pedagògica el mètode Decroly, el quadern de rotació, els passejos i excursions de tradició institucionalista i començà a aplicar el test de Binet. Membre d'Esquerra Republicana Balear, va ser elegit regidor en el municipi mallorquí de Sencelles. Participà en els debats sobre l'Avantprojecte d'Estatut d'Autonomia de les Illes Balears. Col·laborà a revistes com Ca Nostra, Almanac de les Lletres i La Nostra Terra. Signà la Resposta al missatge dels catalans (1936). Amb l'esclat de la insurrecció franquista va ser empresonat. El 1940 va ser depurat i separat del magisteri, acusat de conducta irreligiosa i de propagandista de les esquerres. Va reorganitzar l'antiga impremta que havia creat son pare a principis del segle XX i fundà l'Editorial Duran d'Inca, especialitzada en llibres escolars que escrivia el mateix Llorenç Maria Duran. De 1956 a 1972 treballà a GESA per organitzar el departament de selecció i formació del personal. El 1969 fundà el gabinet psicològic Tepsor, que coordinà fins al 1981. Entre les obres escolars que va escriure i editar destaquen la col·lecció de càlcul "Dos + Uno" (1942) i l'enciclopèdia escolar "Ingreso" (1944), de la qual se'n publicaren vint-i-tres edicions. Entre les seves obres sobre psicologia destaca "Introducció a la pràctica del Rorschach" (1979). Un institut d'Inca du el seu nom des del 1990.